# Albert Cluytens
Albert "Bert" Cluytens est un footballeur international belge né le 16 novembre 1955 à Anvers (Belgique).

## Biographie
Albert Cluytens a joué sept saisons au KSK Beveren, équipe vainqueur de la Coupe de Belgique en 1978 et championne de Belgique en 1979, avant de rejoindre en 1981 le Sporting d'Anderlecht. Il reste une saison chez les Mauves puis va au Royal Antwerp FC.
Parallèlement, il est international belge à douze reprises entre 1977 et 1981.
En 1983, il est transféré au FC Malines. Le club vient de monter parmi l'élite et très vite montre ses ambitions: il est vainqueur de la Coupe de Belgique en 1987, vice-champion de Belgique, mais surtout le dernier club belge à ce jour à remporter une Coupe d'Europe (Coupe des Vainqueurs de Coupe) en 1988.
Bert Cluytens joue encore une saison au RWD Molenbeek, en 1988-1989, avant d'arrêter le football de haut niveau.

## Palmarès
- International belge A de 1977 à 1981 (12 sélections)
- Champion de Belgique en 1979 avec le KSK Beveren
- Vainqueur de la Coupe d'Europe des Vainqueurs de coupe en 1988 avec le FC Malines
- Vainqueur de la Coupe de Belgique en 1978 avec le KSK Beveren, et en 1987 avec le FC Malines